# 越後岩澤站
越後岩澤站（日语：／ Echigo-Iwasawa eki */?）是位於新潟縣小千谷市大字岩澤，東日本旅客鐵道（JR東日本）的飯山線車站。

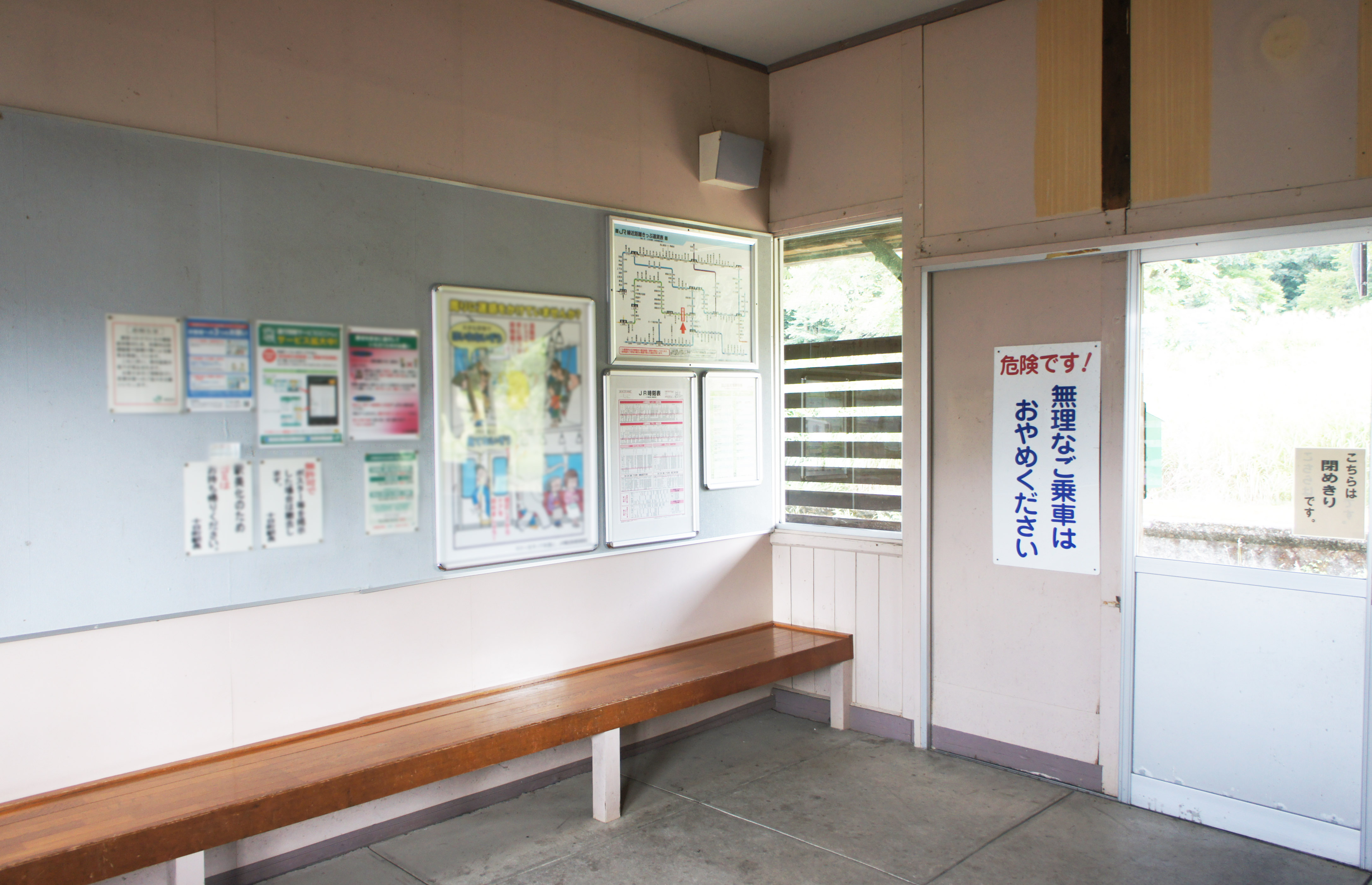
車站內部（2021年9月）

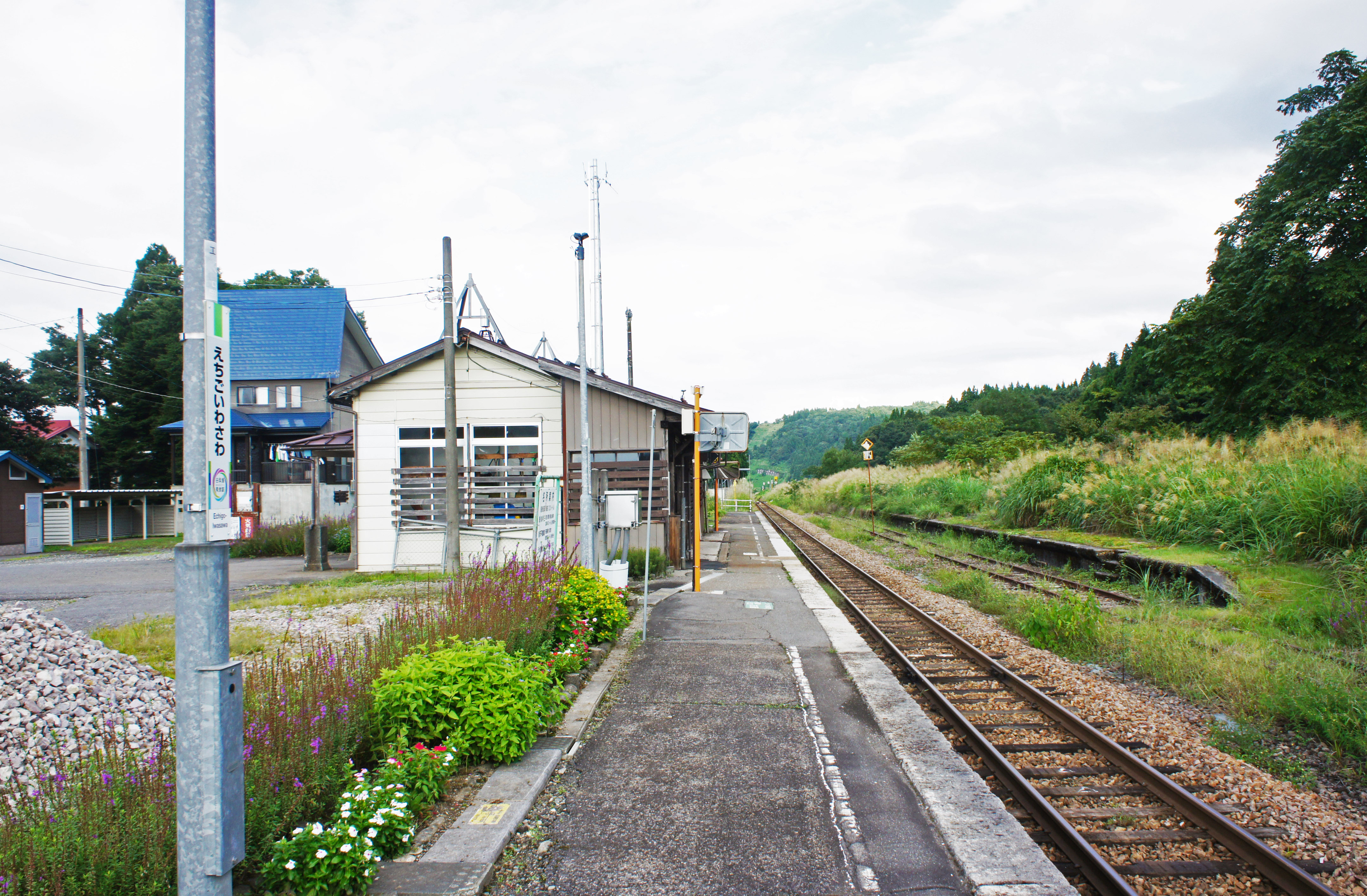
月台（2021年9月）

## 歷史
- 1927年（昭和2年）
  - 6月15日：國鐵十日町線 越後川口至此站之間開業，此站啟用[1]。
  - 11月25日：國鐵十日町線 十日町線越後岩澤至十日町之間開業。
- 1944年（昭和19年）6月1日：隨著飯山鐵道國有化，十日町線改名為飯山線。
- 1987年（昭和62年）4月1日：伴隨國鐵分割民營化，車站由東日本旅客鐵道（JR東日本）營運。
- 1992年（平成4年）10月1日：此站不再設立閉塞區間。
- 1995年（平成7年）3月15日：成為無人車站[2]。

## 車站構造
車站是一座地面車站，設有1面1線的單式月台。此站另外曾經設有1面2線的島式月台，當時設有2面3線的月台，現時島式月台已經停用。
此站是由十日町站管理的無人車站。車站大樓是在車站啟用時已經存在至今，外牆只經過一些翻新。

## 車站周邊
- 南部體育廣場[1]
- JA越後小千谷（日语：越後おぢや農業協同組合） 南部分店
- 國道117號（日语：国道117号）

## 巴士路線
在國道上設有巴士站。
- 岩澤站前巴士站
  - 經妻有SC 前往十日町車廠
  - 經西線 前往十日町車廠
  - 前往長岡站前
  - 前往小千谷車廠

## 相鄰車站
東日本旅客鐵道（JR東日本）
■飯山線
下條－越後岩澤－內卷

## 注腳
1. 1 2 3 4 5 6 7 8 9 10  . 週刊朝日百科. 21号 新潟駅・弥彦駅・津南駅ほか. 朝日新聞出版. 2012-12-30: 27 （日语）.
2. ↑  . 交通新聞 (交通新聞社). 1995-03-20: 3 （日语）.

## 外部連結
- 車站資訊（越後岩澤）：東日本旅客鐵道（日語）